# Port (teoria de circuits)

La xarxa N té un port que la connecta a un circuit extern. El port compleix la condició del port perquè el corrent I que entra a un terminal del port és igual al corrent que surt de l'altre.

En teoria de circuits elèctrics, un port és un parell de terminals que connecten una xarxa o circuit elèctric a un circuit extern, com a punt d'entrada o sortida d'energia elèctrica. Un port consta de dos nodes (terminals) connectats a un circuit exterior que compleix la condició del port: els corrents que flueixen als dos nodes han de ser iguals i oposats.

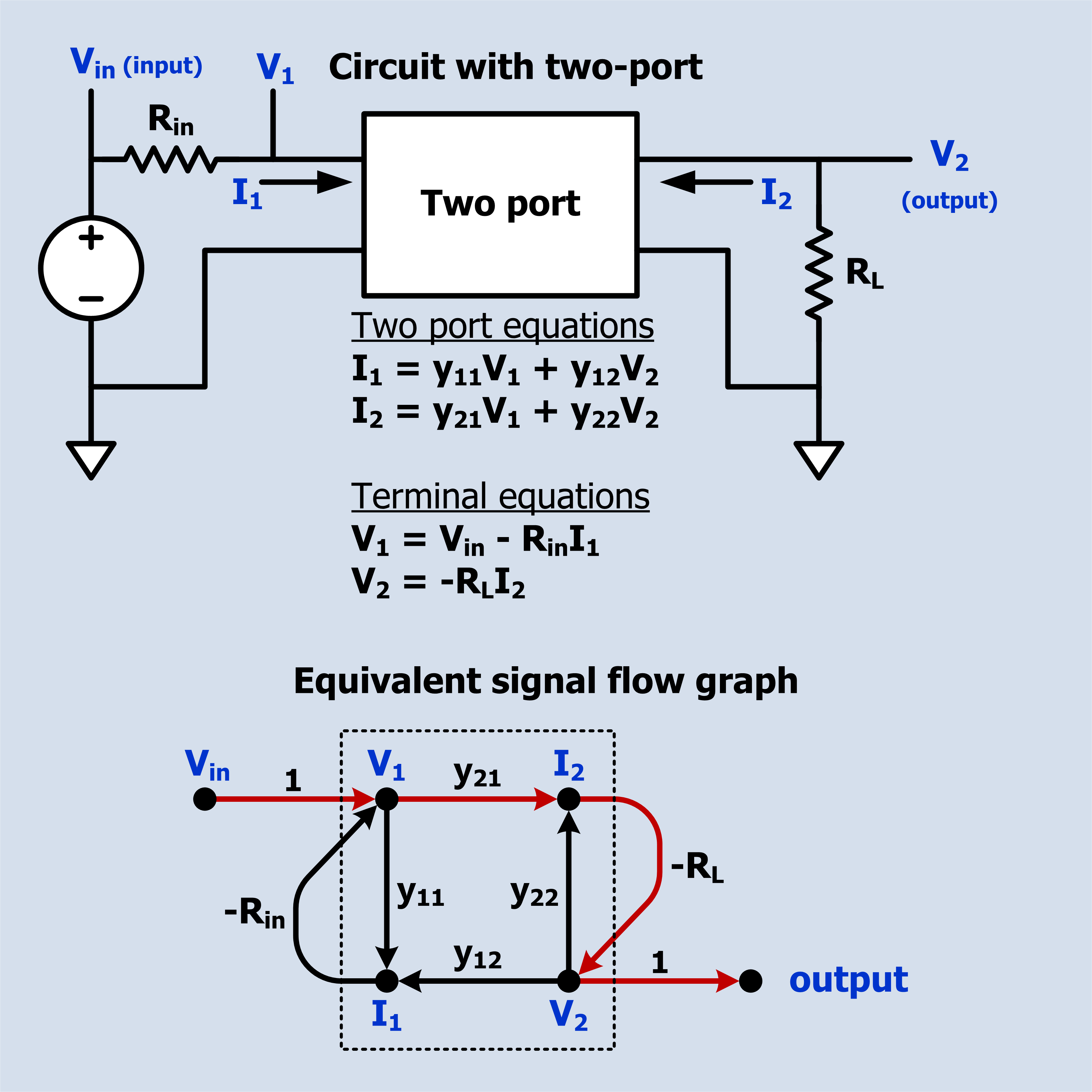
Un circuit senzill que incorpora una xarxa de dos ports i el seu gràfic de flux de senyal equivalent. Els noms dels nodes s'han mostrat amb un color contrastat per fer-los més evidents.

L'ús de ports ajuda a reduir la complexitat de l'anàlisi de circuits. Molts dispositius electrònics comuns i blocs de circuits, com ara transistors, transformadors, filtres electrònics i amplificadors, s'analitzen en termes de ports. En l'anàlisi de xarxes multiport, el circuit es considera com una "caixa negra" connectada al món exterior a través dels seus ports. Els ports són punts on s'apliquen senyals d'entrada o es prenen senyals de sortida. El seu comportament està completament especificat per una matriu de paràmetres que relacionen la tensió i el corrent als seus ports, de manera que no cal tenir en compte, ni tan sols conèixer, la composició interna o el disseny del circuit per determinar la resposta del circuit als senyals aplicats.
El concepte de ports es pot estendre a les guies d'ona, però la definició en termes de corrent no és adequada i s'ha de tenir en compte la possible existència de múltiples modes de guies d'ona.

## Estat del port
Qualsevol node d'un circuit que estigui disponible per a la connexió a un circuit extern s'anomena pol (o terminal si és un objecte físic). La condició del port és que un parell de pols d'un circuit es consideri un port si i només si el corrent que flueix a un pol des de fora del circuit és igual al corrent que surt de l'altre pol al circuit extern. De manera equivalent, la suma algebraica dels corrents que flueixen als dos pols des del circuit extern ha de ser zero.
No es pot determinar si un parell de nodes compleix la condició del port mitjançant l'anàlisi de les propietats internes del propi circuit. La condició del port depèn completament de les connexions externes del circuit. Què són els ports sota un conjunt de circumstàncies externes potser no ho són en un altre.

### Un port
Qualsevol circuit de dos pols està garantit per complir la condició del port en virtut de la llei actual de Kirchhoff i, per tant, són un port incondicionalment. Tots els elements elèctrics bàsics (inductància, resistència, capacitat, font de tensió, font de corrent) són d'un sol port, així com una impedància general.

### Dos ports
Les xarxes lineals de dos ports han estat àmpliament estudiades i s'han desenvolupat un gran nombre de maneres de representar-les. Una d'aquestes representacions són els paràmetres z que es poden descriure en forma de matriu per;
{\displaystyle {\begin{bmatrix}V_{1}\\V_{2}\end{bmatrix}}={\begin{bmatrix}z_{11}&z_{12}\\z_{21}&z_{22}\end{bmatrix}}{\begin{bmatrix}I_{1}\\I_{2}\end{bmatrix}}}
|  |